# Basic Analysis and Security Engine
Pour les articles homonymes, voir Base.
 (août 2023).
Si vous disposez d'ouvrages ou d'articles de référence ou si vous connaissez des sites web de qualité traitant du thème abordé ici, merci de compléter l'article en donnant les références utiles à sa vérifiabilité et en les liant à la section « Notes et références ».
 (août 2023).
Basic Analysis and Security Engine est une interface web qui permet de visualiser les alertes générées par le logiciel de détection d'intrusion Snort.
L'interface permet le classement des alertes en groupe, l'affichage de diagrammes et la recherche des alertes selon différents critères. 
BASE est un programme sous licence GPL écrit en php et bâti sur le code d'ACID.
Il est possible de choisir d'installer ce programme en français.